# AA.VV.
AA. VV. est une abréviation tirée du latin Auctores Varii qui veut dire « divers auteurs ». C'est une manière de ne pas lister tous les auteurs d'une œuvre collective dans une citation. Quand il y a un auteur principal on utilise généralement « et coll. » (pour « et collaborateurs ») et « et al. » (pour « et d'autres ») qui est reconnu internationalement.